# シャハブ3 (ミサイル)
シャハブ3、シャハーブ3（ペルシア語: شهاب-۳ Shahab-3）はイランの中距離弾道ミサイル。朝鮮民主主義人民共和国（北朝鮮）のノドンを元に開発されたとみられる。

## 概要
シャハブという名称は流星を意味する。1段式の液体燃料ロケットで、全長16m、射程は1300kmから1700km、760kgから1000kgのペイロード重量をもつと考えられてきたが、改良型の最大射程は約2000kmに達し、イスラエルを射程に収めると発表されている。
1998年7月に最初の試射が行われており、その後、実戦配備されたと見られる。1998年以降の試射は2000年7月、2003年6月、2004年8月11日（発表は翌日）、2008年7月9日。
2019年、SNS上にシャハブ3の発射を記録したビデオが出回った。これを根拠としてイギリス、フランス、ドイツは、イランが2015年に結んだ核合意をめぐる国連決議に違反し、核兵器が搭載可能な弾道ミサイルを開発しているとして国連を通じて非難した。これに対してイランは、不確かな情報源であること、ロケットやミサイルの開発は国際法上有する権利の範囲内であるとして反論している。

## 運用国
- イラン - イスラム革命防衛隊